# Mikael den tappres orden

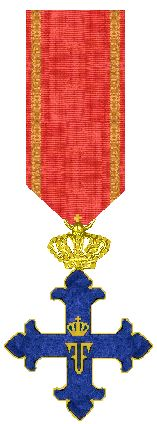
Mikael den tappres orden av tredje klassen.

Mikael den tappres orden (rumänska Ordinul Mihai Viteazul) är Rumäniens högsta tapperhetsutmärkelse. Den instiftades av kung Ferdinand I den 21 december 1916. Utmärkelsen, som finns i tre klasser, är uppkallad efter Mikael den tappre (1558–1601).